# Ringelrike

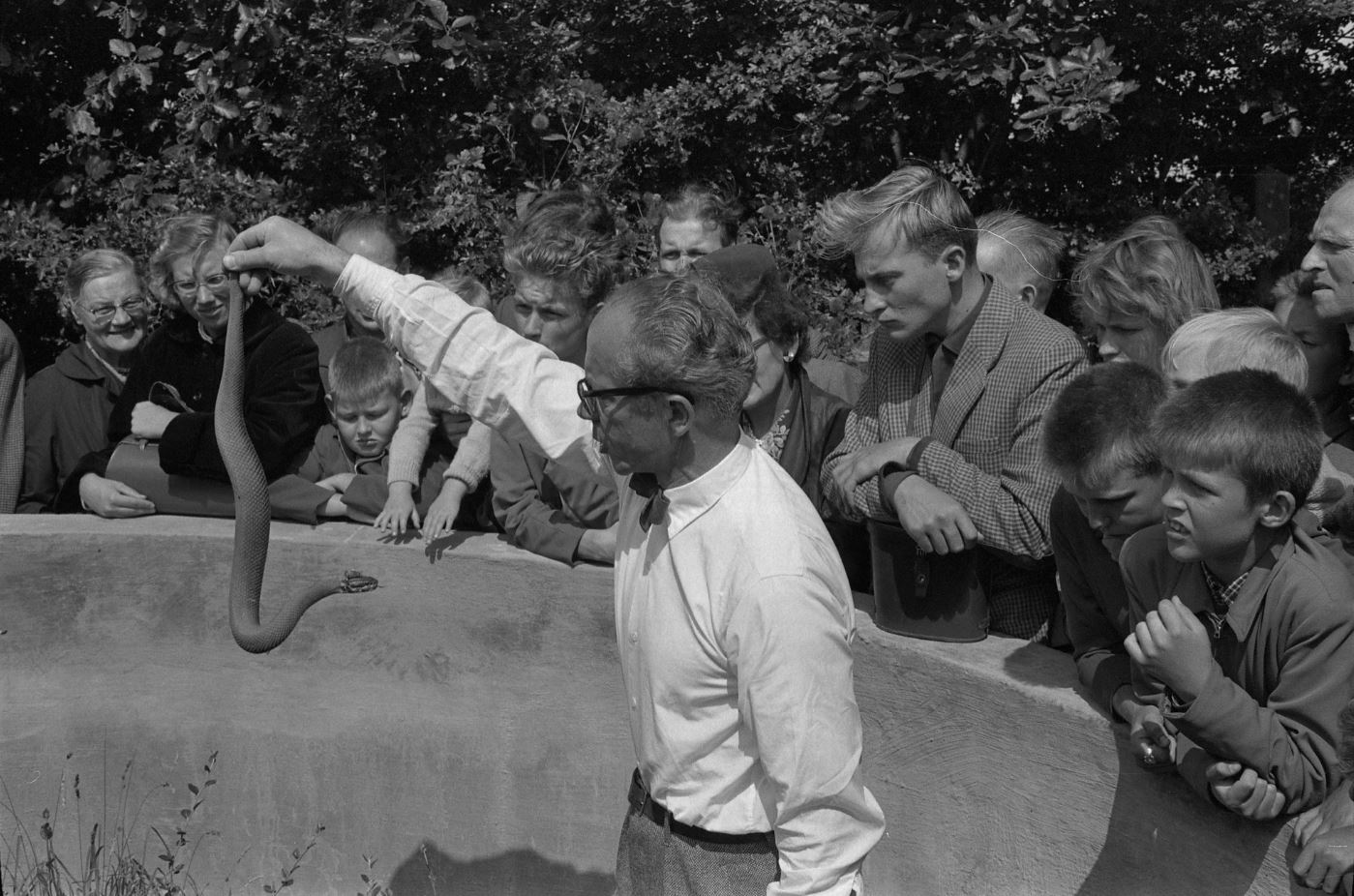
Ragnar Enderlein visar en orm för besökare på Ringelrike, 1958.

Ringelrike var ett utomhusterrarium i Lund under åren 1955-1965. Där fanns Skandinaviens största samling ormar och andra kräldjur och anläggningen blev ett omtalat besöksmål. Ringelrike skapades och drevs av läroverksadjunkten Ragnar Enderlein (1908-1994).

## Ringelrike 1955-1965
1950 skaffade Ragnar Enderlein sin första orm, en snok. Det blev fler djur och han kunde kommande år öppna en friluftsanläggning för kräldjur och fladdermöss i Åmål, där han då arbetade vid läroverket. 1952 flyttade han till Lund med sina ormar och ödlor. Han tjänstgjorde 1952-1965 som adjunkt i kemi och biologi vid Katedralskolan i Lund och Latinskolan i Malmö.
1955 invigdes Enderleins skapelse Ringelrike på en tomt i Linero i östra Lund. I det parkliknande området fanns ett tiotal runda betongterrarier, det största med sju meter i diameter, samt en damm med grodor. Anläggningen hyste under elva somrar Skandinaviens största samling ormar och ödlor, som mest ett hundratal ormar av 38 olika arter samt ett fyrtiotal ödlor. Bland ormarna fanns boa- och pytonormar, samt giftormar som kobror, skallerormar m.fl. Dessutom fanns en krokodil, en sköldpadda och några mungor. I botten på varje terrarium fanns elektriskt uppvärmda cementplattor som höll lämplig temperatur, ca 35 grader. Vintrarna tillbringade djuren i familjen Enderleins lägenhet, i vardagsrummet.
Ringelrike besöktes av upp emot 8 000 personer varje år. Enderlein berättade för besökarna om djuren och deras utveckling. Hans ambition var att samla ormar och ödlor från jordens alla hörn och visa dem i så naturtrogen miljö som möjligt.
Trots publikintresset gick verksamheten med förlust och nedläggning hotade flera gånger. Enderlein sökte förgäves bidrag från Lunds stad. Bygget av Ringelrike kostade ca 35 000 kr, pengar som Enderlein själv stod för. 1965 beräknade han att han lade ut 10 000 kr varje år på sin hobby. Han köpte årligen ormar från en djurhandlare i Schweiz för 4 000 kr och mat (råttor, möss, marsvin, kycklingar, fisk, grodor mm) för 2 000 kr. Dessutom svarade Enderlein själv för en avsevärd arbetsinsats. Intäkterna utgjordes enbart av entréavgifter, ca 6 000 kr per år.
Verksamheten i Lund lades ned 1965.

## Missöden och skadegörelse
Det rapporterades inte att någon besökare på Ringelrike någonsin kom till skada, däremot skedde skadegörelse och några missöden.
Redan innan ormparken i Lund öppnades för allmänheten 1955 drabbades den av inbrott. Några pojkar i 14-årsåldern tog sig in på området och försökte att ta upp en skallerorm ur terrariet. De misslyckades med detta men ormen skadades och dog.
Sommaren 1956 rymde en mungo från sin bur på Ringelrike och dödade ett trettiotal ormar innan den fångades in.
Ragnar Enderlein blev själv en gång biten av en giftorm. Det skedde dock inte på Ringelrike utan vid en visning på Hotell Savoy i Malmö 1961. Han skar upp bettet, försökte suga ut gift (en metod modern forskning tillbakavisar) och for i ilfart till sjukhus för behandling. Händelsen fick till följd att Enderleins grannar i hyreshuset vände sig till hälsovårdsnämnden i Lund. Några månader tidigare hade en orm, en ofarlig snok, rymt från Enderleins bostad och tagit sig in i en grannlägenhet. Grannarna krävde nu att han skulle sägas upp från sin lägenhet eller att han skulle göra sig av med sina ormar. Nämnden tog beslut om vräkning, ett beslut som dock upphävdes av Medicinalstyrelsen.
1964 tog sig några ungdomar in på Ringelrike och dödade eller skadsköt ormar och grodor med luftgevär.

## Efter Lundatiden
1965 flyttade Ragnar Enderlein med sina ormar till Göteborg för att tillträda en tjänst vid Munkebäcksgymnasiet. Fastighetsbolaget tillät honom inte att ha några djur i bostaden. Dessa kunde istället provisoriskt inhysas i skolans skyddsrum. Där kunde han visa dem för skolans elever, men Enderlein avsåg också att fortsätta visa djuren för allmänheten på något sätt, kanske på Ringelrike i Lund om somrarna. Planer fanns att permanent ha ormarna och ödlorna på Sjöfartsmuseet. Han försökte också intressera Göteborgs stad att satsa på ett terrarium à la Ringelrike (Enderleins dröm var ett terrarium på Trädgårdsföreningen).
Det blev inte mycket av planerna, trots Enderleins arbete med att intressera olika institutioner. Sommaren 1967 visades ormarna i Falkenberg (och en orm stals). 1968 fanns ett femtiotal ormar i skolan, bl.a en gigantisk boaorm. Ormarna blev kvar i skolans skyddsrum till 1973 då Enderlein pensionerades.
Ragnar Enderlein avled i Göteborg 1994.